# Lough Erne

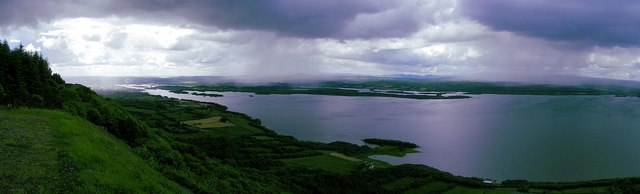
Panoramica del Lower Lough Erne

Il Lough Erne (Loch Éirne in gaelico irlandese) è un complesso di due laghi situati nelle midlands settentrionali dell'Isola d'Irlanda. A dispetto di quanto suggerisce il nome, i laghi sono due e non uno solo, situati lungo il corso del fiume Erne nell'Isola d'Irlanda. I laghi sono più propriamente chiamati, pertanto, Upper Lough Erne e Lower Lough Erne (che significa rispettivamente "Lago Erne Superiore" e "Inferiore"): curiosità paradossale è che l'Upper non è quello più a nord, bensì quello più a sud, nomenclatura derivata dal fatto che il fiume scorre da sud verso nord-ovest, pertanto il primo che incontra è il superiore a livello di letto del corso d'acqua.

## Geografia
A parte un piccolo tratto di sponda sud-occidentale dell'Upper Lough che bagna la contea della Repubblica d'Irlanda di Cavan, il sistema idrico è sviluppato quasi totalmente in Fermanagh, una contea dell'Irlanda del Nord . Enniskillen infatti, storica county town della contea nordirlandese, è situata proprio nella parte del fiume Erne che collega i due laghi.
Esiste un canale di collegamento tra la parte settentrionale dello Shannon e l'Erne, che consente movimenti di imbarcazioni dalla foce dello Shannon nel sud-ovest dell'Irlanda attraverso le midlands fino a risbucare nella foce dell'Erne, nuovamente nell'Atlantico, nel nord-ovest dell'isola, a Ballyshannon.
I laghi contengono un numero impressionante di isole, nonché di penisole chiamate comunque "islands" per la loro forma arrotondata collegata alla terraferma da un lembo sottile. Tra le più famose del Lower Lough sono Boa Island (celebre per alcune sculture), Cleenishmeen Island, Crevinishaughy Island, Cruninish Island, Devenish Island, Ely Island, Horse Island, Inish Doney, Inish Fovar, Inish Lougher, Inish More, Inishmacsaint, Inishmakill, Lusty Beg Island, Lusty More Island, White Island.
Quelle nell'Upper Lough più conosciute sono Bleanish Island, Dernish Island, Inishcorkish, Inishcrevan, Inishfendra, Inishleague, Inishlught, Inishturk, Killygowan Island, Naan Island, Trannish.
Sull'isola di Cleenishmeen Island vi era il monastero di Cleenish Island (Cluane Inis, in gaelico), fondato e diretto dall'abate Sinneill, dove nel VI secolo si formò il monaco San Colombano, futuro abate evangelizzatore d'Europa prima di entrare nel monastero di Bangor. In seguito il monastero di Cleenish venne ricostruito a Bellanaleck di cui rimangono i resti e la chiesa.

## Storia
Il 17 - 18 giugno 2013 si è svolto il 39º summit del G8 nordirlandese (forum dei governi delle otto principali potenze: Stati Uniti, Giappone, Germania, Francia, Regno Unito, Italia, Canada e Russia) a Lough Erne, presso il Lough Erne Resort, un hotel posto nella riva meridionale del lago Erne Inferiore (Lower Lough Erne). La prima sessione è dedicata ai temi economici, compresa la lotta all'evasione fiscale. Cuore del meeting sarà però la Siria. Il Papa Francesco scrive a Cameron. Atteso il faccia a faccia tra Obama e Putin e il primo incontro tra Letta e Obama.

## Turismo e cultura
Il Lough Erne è una via di comunicazione fluviale molto suggestiva in Irlanda, rinomata per i suoi paesaggi gradevoli e tranquilli. Molto popolare è anche la pesca nelle acque dei laghi e del fiume.
Gli Annali dell'Ulster furono scritti nel tardi XV secolo su Belle Isle.
Interessante poi, è da notare come le zone circostanti al lago soffrirono molto meglio la Great Famine di ogni altro posto irlandese: a causa delle tante isolette che costellano i due laghi, la peronospora della patata incontrò troppe difficoltà a superare l'ostacolo dell'acqua in confronto alle colline vaste delle midlands. Il risultato fu che dalle isole furono prodotte un numero sorprendente di patate, soprattutto paragonando alla produzione orrenda del resto della nazione.

## Aneddoti
Le isole complessive nei due laghi sono circa 365 in estate, ma in inverno diventano meno di 250 con l'aumento del livello dell'acqua.

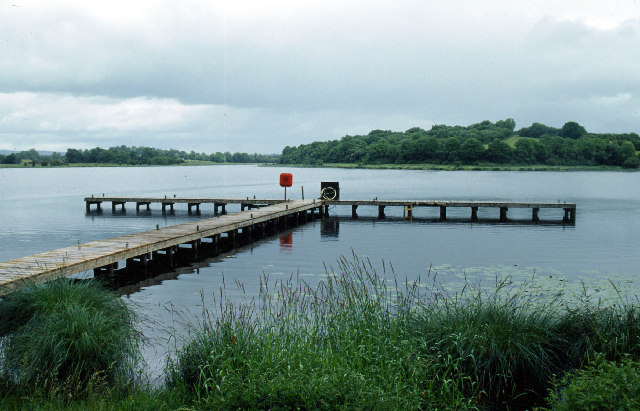
Upper Lough
Molo sul più piccolo dei laghi con visibili Galloon Island